# اکتور کالگاریس
اکتور کالگاریس (اسپانیایی: Héctor Calegaris‎; ۲۷ ژوئن ۱۹۱۵ – ۳ مارس ۲۰۰۸) قایقران قایق بادبانی اهل آرژانتین بود.